# Luo Yunxi
Luo Yunxi (Standaardmandarijn: 罗云熙) (Chengdu, 28 juli 1988) is een Chinese acteur en zanger. Hij is afgestudeerd op het vakgebied ballet aan de Shanghai Theater Academy.
Luo is bekend geworden door zijn rol als de jonge He Yichen in de populaire romantische dramaserie My Sunshine uit 2015. Zijn definitieve doorbraak beleefde hij met de romantische Xianxia dramaserie Ashes of Love uit 2018, waarin zijn rol als een moreel dubbelzinnige antagonist overwegend positieve recensies ontving.

## Vroege jaren en opleiding
Luo is geboren en opgegroeid in Chengdu, Sichuan Provincie, China. Toen hij drie jaar oud was, begon zijn vader (van beroep dansleraar) Luo dansles te geven. In 2005 werd hij toegelaten tot de Beijing Dance Academy en Shanghai Theater Academy. Hij is in 11 jaar opgeleid als balletdanser.
In 2008 nam Luo, samen met zijn klasgenoten, deel aan de zesde Lotus Award National College Dance Competitie in China. Ze voerden daar groepsballetdans Tchaikovsky Rhapsody uit. Als een onderdeel van de competitie heeft Luo ook een geïmproviseerde solo  "The Burning Flame" uitgevoerd. De groepsballetdans leverde een gouden medaille op.
Nadat Luo is afgestudeerd, heeft hij als instructeur  gewerkt op de dansschool van het conservatorium van Macau. Tijdens zijn verblijf in Macau heeft hij aan de toneelvoorstelling van het moderne ballet “Flying to the Moon” deelgenomen als een van de hoofddansers. Het dansdrama werd geselecteerd om te worden opgevoerd tijdens de “Viering van het 10-jarig jubileum van Macau's soevereiniteitsoverdracht: Serie van artistieke uitvoeringen” in 2009.

## Biografie

### 2010–2013: Zang- en acteerdebuut
In 2010 debuteerde Luo als een lid van de driekoppige jongensgroep JBOY3 met de single "Promise of Love". De groep heeft op 23 maart 2011 de tweede single “Gravity” uitgebracht, en op 26 juli 2011 de derde single “Walking Emoji”. JBOY3 werd in 2012 ontbonden.
Luo heeft vervolgens samen met Fu Longfei (een medelid van JBOY3) een duo gevormd onder de naam Double JL (双孖JL). Zij hebben in april 2010 de single "JL" uitgebracht en in augustus 2012 de tweede single “Us”. Double JL heeft onder andere een zangauditie voor de realityshow Asian Wave deelgenomen, en hostte de internet-variëteitsshow Music ShowShowShow van december 2012 tot maart 2013. Ze hebben ook aan een paar tv-gala-events deelgenomen, bijv. het Nieuwjaars Gala-concert van Sichuan TV en het Nieuwjaars Gala-concert van Shanghai Dragon TV. Double JL werd in 2013 ontbonden.
Luo heeft in 2012 zijn acteerdebuut gemaakt, in romantische film The Spring of My Life samen met Tan Songyun. De film werd in 2015 uitgebracht in bioscopen. In 2013 werd hij gecast voor zijn eerste dramaserie Flip in Summer, die in 2018 werd uitgezonden.

### 2014–2017: Solo-activiteiten en stijgende populariteit
In 2014 speelde Luo in het webdrama Hello Aliens  van de sciencefictioncampus. In hetzelfde jaar tekende hij een contract bij het bureau Lafeng Entertainment.
Luo werd bekend bij het grote publiek met zijn rol in een populaire romantische dramaserie My Sunshine (2015) als de mannelijke hoofdpersoon He Yichen (gespeeld door Wallace Chung) op jongere leeftijd. Na het uitzenden van deze dramaserie heeft Luo een aanzienlijke stijging in populariteit ervaren. In hetzelfde jaar bracht hij zijn eerste solo-single "Endless Summer" uit.
Luo speelde vervolgens in verschillende televisieseries. In juli 2016 speelde hij in het historische fantasiedrama Fox in the Screen de rol van een vos demon die verliefd is op een mens. In het romantische fantasie drama A Life Time Love speelde hij de broer van de vrouwelijke hoofdrol speelster. Samen met actrice Janice Wu speelde hij My Sunshine; en hij heeft een rol als arts in het medische drama Children's Hospital Pediatrician.
Luo speelde in 2016 ook de hoofdrol (Qin Ming) in het spannend suspense-drama Voice of the Dead, een bewerking van een van de boeken uit de roman reeks Medical Examiner Dr. Qin. De serie zal in première gaan op Tencent. Tevens was hij de stemacteur voor de rol van Flame in de animatiefilm Dragon Force die in september 2017 werd uitgebracht.

### 2018–heden: Doorbraak
In april 2018 heeft Luo zijn eerste soloalbum Love Yourself met tien nummers uitgebracht.
In august 2018 speelde Luo in de romantische fantasieserie Ashes of Love als de tweede mannelijke hoofdrol. Het drama kreeg lovende kritieken en was een van de best bekeken online dramas. Luo heeft door zijn rol als een moreel dubbelzinnige antagonist lof van het publiek ontvangen en dat leidde tot meer erkenning.
In 2018 kreeg Luo een van de hoofdrollen in het historische romance-drama Princess Silver.
In december 2018 begonnen de opnames voor de tv-serie Broker in Suzhou. Later zullen er ook opnames gemaakt worden in Shanghai en Canada.

## Filmografie

### Film
| Jaar | Engelse titel         | Chinese titel    | Rol      | Opmerkingen |
| ---- | --------------------- | ---------------- | -------- | ----------- |
| 2015 | The Spring of My Life | 最美的时候遇见你 | Guo Yang |             |
| 2017 | Dragon Force          | 钢铁飞龙         | Chi Yan  | Voice actor |

### Televisie series
| Jaar | Engelse titel                    | Chinese titel      | Rol                                 | Opmerkingen  |
| ---- | -------------------------------- | ------------------ | ----------------------------------- | ------------ |
| 2014 | Hello Aliens                     | 你好外星人         | Guo Xin                             |              |
| 2015 | My Sunshine                      | 何以笙箫默         | He Yichen (younger)                 |              |
| 2016 | The Love of Happiness            | 因为爱情有幸福     | Su Lekai                            | [ 34 ]       |
| 2016 | Ultimate Ranger                  | 终极游侠           | Ju Heng                             | [ 35 ]       |
| 2016 | Fox in the Screen                | 屏里狐             | Yu Yan                              |              |
| 2017 | A Life Time Love                 | 上古情歌           | Xuanyang Zhiruo                     |              |
| 2017 | Children's Hospital Pediatrician | 儿科医生           | Shen He                             |              |
| 2018 | Ashes of Love                    | 香蜜沉沉烬如霜     | Runyu                               |              |
| 2018 | Flip in Summer                   | 夏日心跳           | Xiaoshen                            |              |
| 2019 | Princess Silver                  | 白发王妃           | Rong Qi                             |              |
| 2019 | The Code of Siam                 | 异域档案之暹罗密码 | Professor Qin                       | Gastoptreden |
| 2020 | And The Winner Is Love           | 月上重火           | Shangguan Tou                       |              |
| 2020 | Love Is Sweet                    | 半是蜜糖半是伤     | Yuan Shuai                          |              |
| 2021 | Guys with Kids                   | 奶爸当家           | Yu Bo                               | [ 36 ]       |
| 2021 | Broker                           | 掮客               | Zhou Xiaoshan                       |              |
| 2021 | Arcane (Chinese versie)          | 双城之战           | Viktor                              | Stem acteur  |
| 2021 | Lie to Love                      | 良言写意           | Li Zeliang                          |              |
| TBA  | Voice of the Dead                | 尸语者             | Qin Ming                            |              |
| TBA  | Till The End of The Moon         | 长月烬明           | Tantai Jin / Cang Jiumin / Ming Ye  |              |
| TBA  | Immortality                      | 皓衣行             | Chu Wanning / Chu Xun / Qin Shizhao |              |

## Shows

### Shows
| Jaar         | Datum                 | Engelse titel      | Chinese titel                             | Opmerkingen  |
| ------------ | --------------------- | ------------------ | ----------------------------------------- | ------------ |
| 2012         | December 1 - March 16 | Music Showshowshow | 音悦showshowshow                          | as JL member |
| 2012         | July 11 - August 30   | Asian Wave         | 声动亚洲                                  | Finalist     |
| 2018         |                       |                    |                                           |              |
| September 7  | Golden Melody 2       | 金曲撈之挑戰主打歌 | Special guest                             |              |
| September 14 | Very Quiet Distance   | 非常静距离         | Your Night deity is Here!                 |              |
| September 24 | Mid Autumn Night      | 中秋之夜           | Four Gifted Scholar's Mid Autumn Festival |              |
| October 19   | PhantaCity            | 幻乐之城           | Performance: Encounter                    |              |
| October 20   | Happy Camp            | 快樂大本營         | Golden Supportive Casts                   |              |

### Other
| Jaar        | Datum                 | Engelse titel    | Chinese titel    | Opmerkingen |
| ----------- | --------------------- | ---------------- | ---------------- | ----------- |
| 2017        | November 15 - Present | Mr. Leo          | 魔熙先生的云罗辑 | as Himself  |
| 2018        |                       |                  |                  |             |
| December 7  | 2018 LOL All Star     | 2018 LOL全明星賽 | Celebrity guest  |             |
| December 27 | Let's Go Heros!       | 超越吧英雄       | Celebrity guest  |             |

## Discografie

### Albums
| Jaar | Engelse titel | Chinese titel | Opmerkingen |
| ---- | ------------- | ------------- | ----------- |
| 2018 | Love Yourself | 12人生        |             |

### Singles
| Jaar | Engelse titel       | Chinese titel | Album                 | Opmerkingen |
| ---- | ------------------- | ------------- | --------------------- | ----------- |
| 2015 | "Endless Summer"    | 夏未央        |                       |             |
| 2016 | "Fox in the Screen" | 屏里狐        | Fox in the Screen OST | [ 43 ]      |
| 2018 | "It's Not Me"       | 不是我        | Love Yourself         | Title track |

## Prijzen en nominaties
| Jaar | Prijs                                                                      | Categorie                      | Titel  | Ref. |
| ---- | -------------------------------------------------------------------------- | ------------------------------ | ------ | ---- |
| 2003 | Seventh Taoli Cup Dance Competition in China                               | Final Round                    | [ 44 ] |      |
| 2008 | Sixth Lotus Award National College Dance Competition in China              | Gold Medal                     | [ 45 ] |      |
| 2008 | Professional Dance Competition in Six Provinces and One City in East China | Winning Prize                  | [ 46 ] |      |
| 2017 | The Mobile Video Festival 2017                                             | Annual Charity Star Role Model | [ 47 ] |      |